# Evfrozina Kijevska
Evfrozina Kijevska ali Evfrozina Novgorodska (rusko Ефросинья Мстиславна, Efrosinja Mstislavna, madžarsko Eufrozina) je bila kijevska kneginja, po poroki s kraljem Gézo II. ogrska kraljica žena, * ok. 1130, † ok. 1193.

## Življenje
Evfrozina je bila prva hčerka kijevskega velikega kneza Mstislava I. in njegove druge žene Ljubave Zavidič.

### Ogrska
Leta 1146 se je poročila s kraljem Gézo II. Ogrskim, ki je malo pred tem postal polnoleten. 
Med moževo vladavino ni posegala v državno politiko, po njegovi smrti 31. maja 1162 pa se je okrepil njen vpliv na njunega sina, kralja Štefana III. Mladi kralj se je moral boriti proti svojima stricema Ladislavu II.  in Štefanu IV., da bi rešil svoj prestol, Evfrozina pa je aktivno sodelovala v bojih. Prepričala je češkega kralja Vladislava II., da je njenemu sinu vojaško pomagal proti invaziji bizantinskega cesarja Manuela I. Komnena.
Evfrozinin najljubši sin je bil najmlajši, ogrski princ Géza. Ko je 4. marca 1172 kralj Štefan III. umrl, je nameravala ogrsko krono prenesti na Gézo in ne na svojega najstarejšega sina Bélo, ki je živel na dvoru cesarja Manuela I. Komnena, vendar ji to ni uspelo. Béla se je  vrnil na Ogrsko in bil okronan 13. januarja 1173 za Bélo III., čeprav je esztergomski nadškof Lukács njegovo kronanje zavrnil. Kmalu zatem je kralj Béla III. aretiral svojega brata, kar je povečalo napetosti med Evfrozino in njenim sinom. Vojvoda Géza je kmalu uspel pobegniti, verjetno z Evfrozinino pomočjo, a je bil leta 1177 ponovno aretiran.

### Kasnejše življenje
Leta 1186 je poskušala osvoboditi svojega mlajšega sina, a ji ni uspelo. Kralj Béla III. je Evfrozino aretiral in jo zaprl v trdnjavo Baranc (srbsko Braničevo). Kmalu zatem je bila osvobojena, vendar je bila prisiljena zapustiti kraljestvo in oditi v Konstantinopel. Iz Konstantinopla se je preselila v Jeruzalem, kjer je živela kot nuna v samostanu hospitalcev in nato v bazilijskem samostanu svetega Sabe.

### Otroci
- Štefan III. (1147 – 4. marec 1172), ogrski kralj,
- Béla III. (1148 – 23. april 1196), ogrski kralj,
- Elizabeta, po poroki s  češkim vojvodom Bedřihom češka vojvodinja žena,
- Géza (ok. 1151 – pred 1210),
- Árpád, umrl v otroštvu,
- Odola (ok. 1156 – 1199), poročena s Svatoplukom Češkim,
- Helena (ok. 1158 – 25. maj 1199), poročena z Leopoldom V. Avstrijskim, in
- Margareta (1162 – pred 1208), poročena z Izakom Duskasom in nato z Andrejem Samogijskim.

## Sklic
1. ↑  Jirí Louda, Michael MacLagan. Lines of Succession: Heraldry of the Royal Families of Europe. 2nd edition. London, U.K.: Little, Brown and Company, 1999). Preglednica 89.